# لیندا پارتریج
لیندا پارتریج (به انگلیسی: Linda Partridge) (زاده ۱۸ مارس ۱۹۵۰) دانشمند ژنتیک و تبعه کشور انگلستان است. وی در شاخه زیست شناسی و ژنتیک پیری و مباحث مرتبط با پیری مانند بیماری‌های آلزایمر و پارکینسون مطالعه می‌کند و از استادان کالج دانشگاهی لندن است.
به گفته این دانشمند قرصی ساخته خواهد شد که، انسان‌ها در دوره میانسالی با خوردن این قرص به صورت روزانه، فارغ از بیماری‌های جسمی و ذهنی مانند سکته قلبی و آلزایمر وارد دوره پیری خواهند شد.